# Lihou
Lihou è un piccolo isolotto disabitato di circa 15.6 ettari a ovest della costa di Guernsey, ed è il punto più occidentale delle Isole del Canale. Collegata all'isola maggiore da una lingua di sabbia, fa parte della parrocchia di St Peter's
Si tratta di un'importante riserva naturale per la fauna marina.
Sull'isola si trovano le rovine del priorato di St. Mary, che si dice fondato dai Benedettini nel XII secolo, fino al 1415 sotto il controllo dell'abbazia del Mont-Saint-Michel, per poi passare sotto l'Eaton College fino alla riforma, per poi cadere in rovina.
L'unica casa di Lihou fu utilizzata come bersaglio per l'artiglieria pesante durante la Seconda guerra mondiale dai tedeschi e oggi, ricostruita, ospita un centro informativo.